# Batalla de Aduatuca (57 a. C.)
La batalla de Aduatuca del 57 a. C. fue un enfrentamiento militar librado en el contexto de la guerra de las Galias.
Cayo Julio César logró una victoria pírrica sobre los nervios en la batalla del Sambre. Los aduáticos enviaron a sus guerreros a apoyar a los celtas pero al saber del resultado del combate abandonaron sus pueblos y se refugiaron en el oppidum Aduatuca, su capital y primer asentamiento que fundaron al establecerse en esas tierras. El lugar era una elevación precipitada por todos lados excepto uno, donde la ladera era suave pero estaba fortificada por una muralla doble. Eran descendientes de 6000 guerreros cimbrios y teutones que fueron dejados en esa zona para asegurar el paso del río Rin.
Los romanos los persiguieron y pusieron la fortaleza bajo asedio. Los aduáticos resistieron los primeros asaltos pero se rindieron al contemplar que los romanos construían armas de asedio y se acercaban al fuerte con ellas. César prometió clemencia y los germánicos depositaron sus armas fuera del oppidum como muestra de sumisión y abrieron las puertas, esa noche los romanos se quedaron afuera para evitar que saquearan el lugar. Fue entonces cuando los aduáticos los atacaron con un armamento improvisado pero fueron derrotados. César se vengó vendiendo a los sobrevivientes como esclavos.